# Шале (будинок)

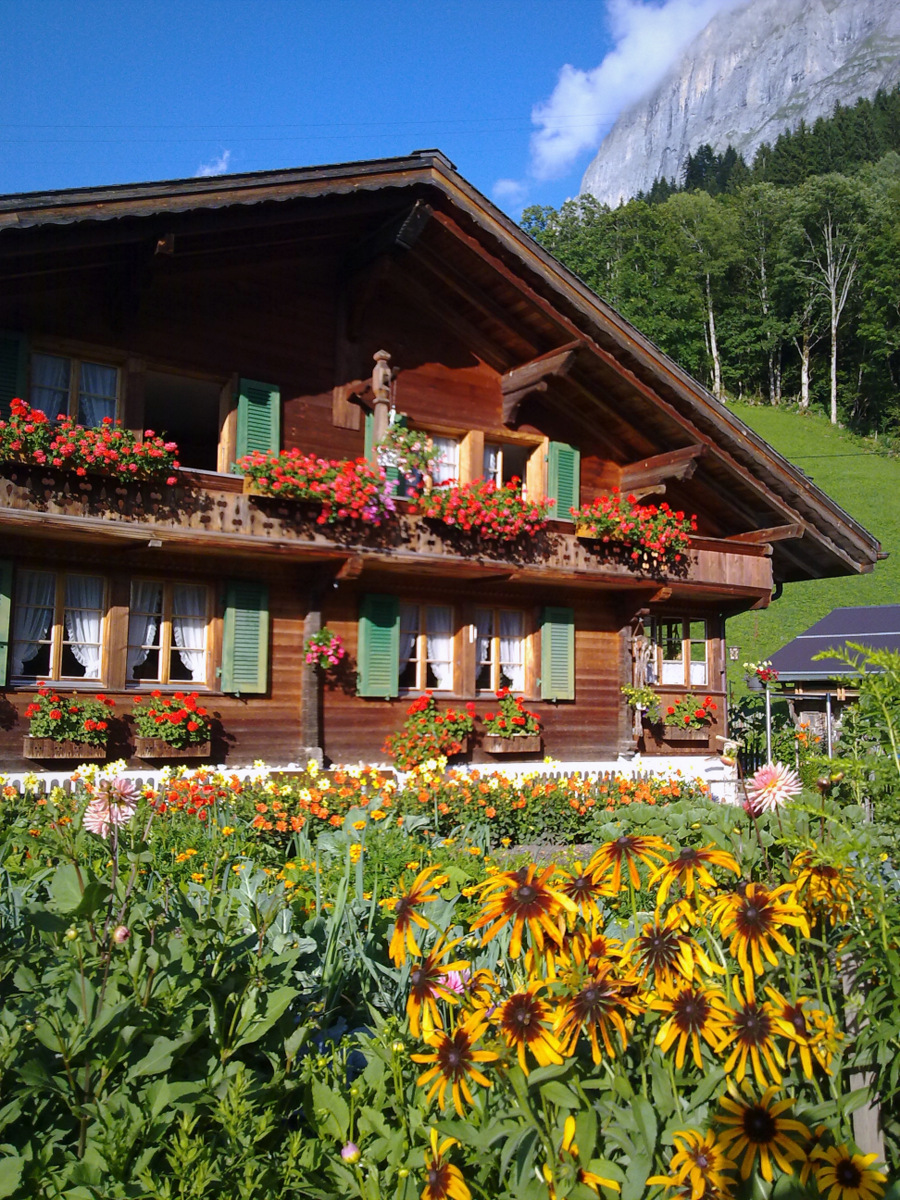
Типове шале в швейцарських Альпах

Шале́ (фр. chalet, франко-провансальського походження, що можливо сходить до пра-і.є. *cala — «захищене, укрите місце» або до кореня *Kal — «камінь»), також швейцарське шале́ — тип будинку, характерний для альпійського регіону в Європі. Шале будують з дерева, з важким пологим дахом і широкими, добре підтримуваними піддашшями, встановленими під прямим кутом до передньої частини будинку.

## Визначення та походження
Термін шале походить з арпітанськомовної частини Швейцарії та французької Савої, де так називали хатину пастуха. Шале часто закопували в землю для збереження температури.

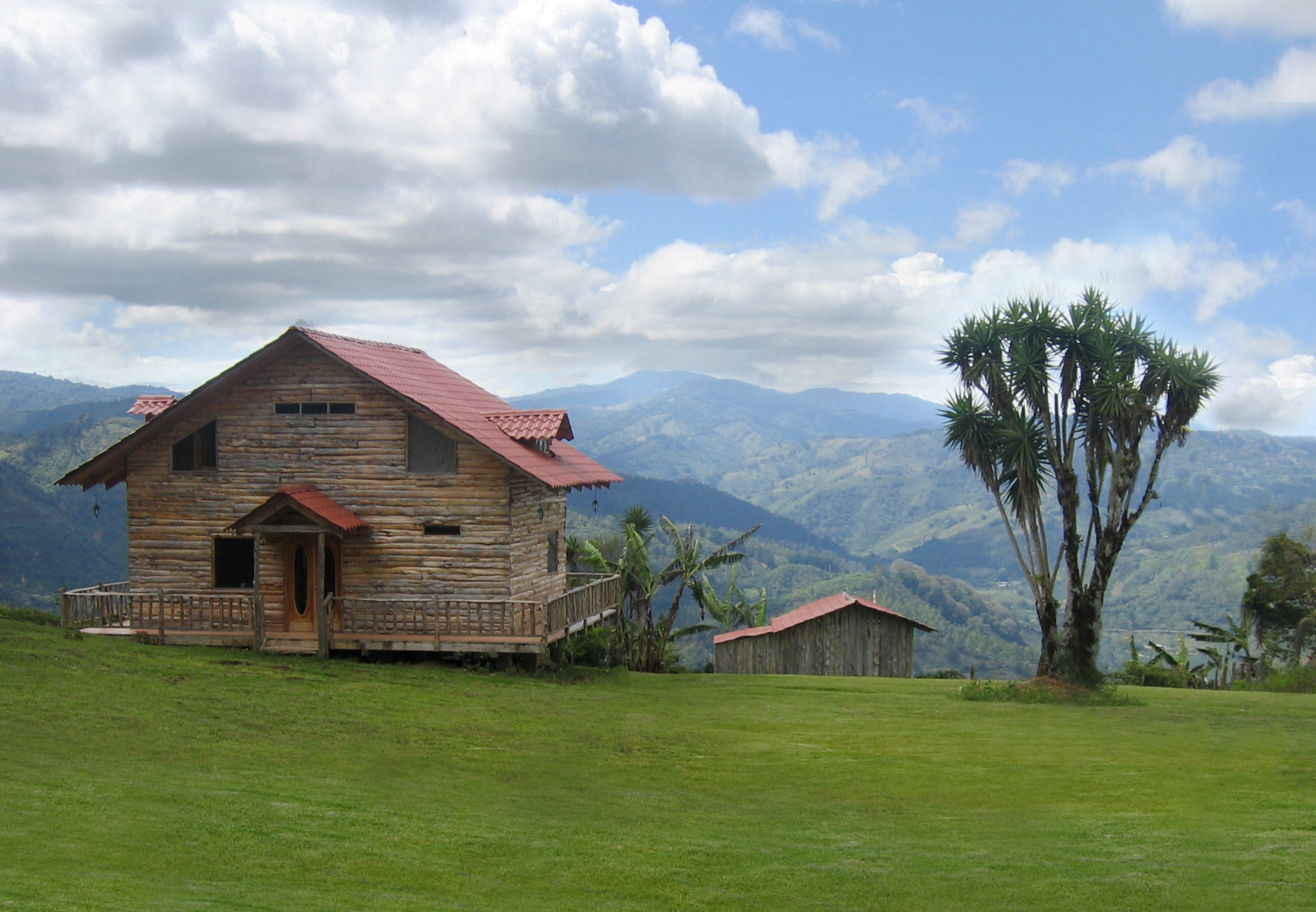
Шале на пагорбах на схід від Оросі, Коста-Рика

У європейських Альпах спочатку шале використовували як сезонні ферми для молочної худоби, яку в літні місяці виводили з низинних пасовищ. Пастухи жили в шале і виготовляли масло та сир, щоб зберегти вироблене молоко. Потім ці продукти разом із великою рогатою худобою везли назад у низину до настання альпійської зими. Шале лишали зачиненими на час зимових місяців. Навколо багатьох шале є маленькі хатинки без вікон, які називають мазо́тами (mazot) — в них тримали цінні речі у зимовий період.

## Сучасне міжнародне використання

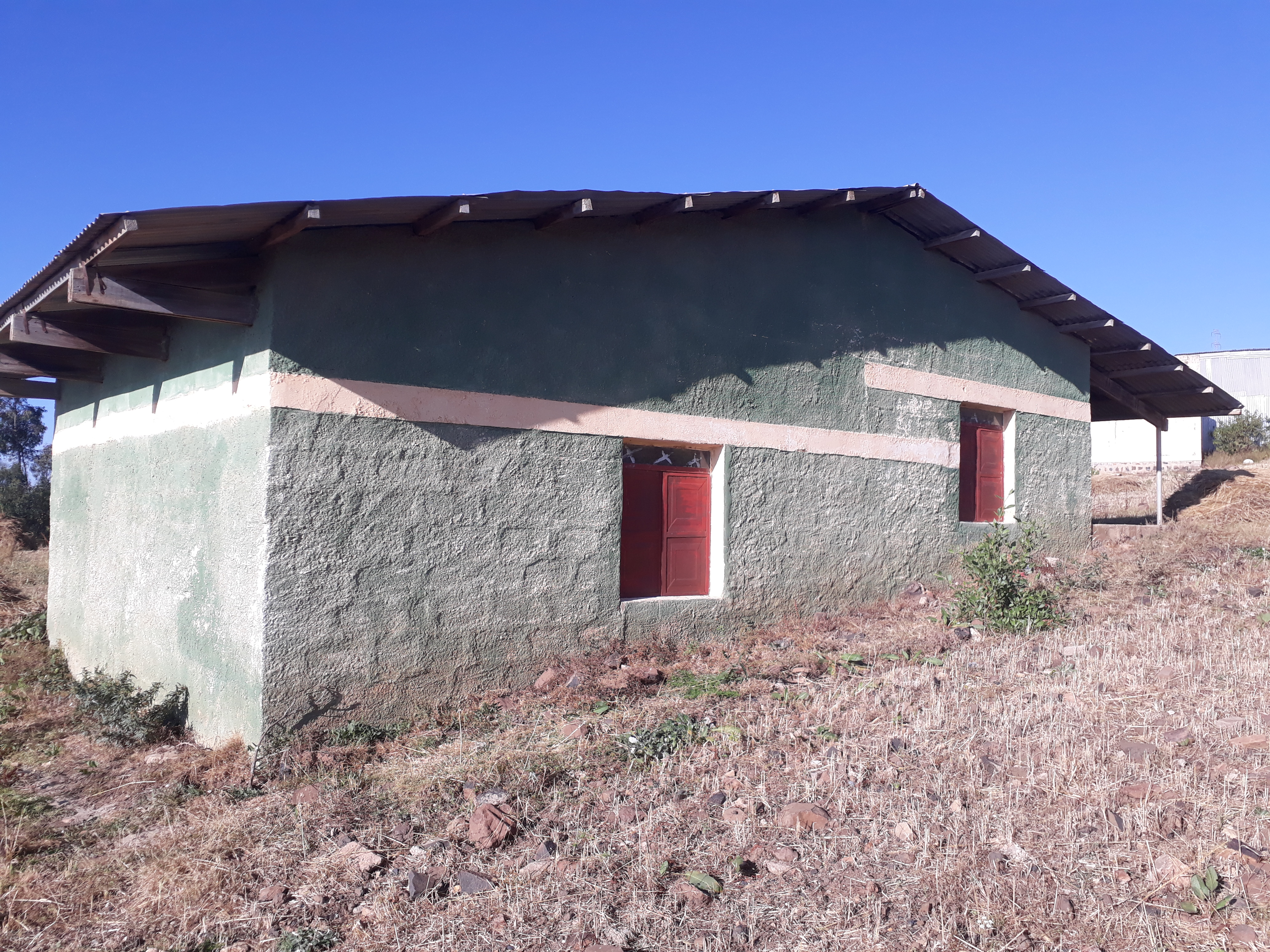
Будинок у стилі шале, побудований швейцарською медсестрою Рут Траммер в Хагере Селам (Ефіопія), приблизно 1970 рік

Із появою туристичного бізнесу в Альпах шале перетворилися на будинки відпочинку, якими користуються любителі лижного спорту та пішого туризму. З часом терміном «шале» стали більше позначати будь-які будинки відпочинку незалежно від того, побудовані вони в строго альпійському стилі чи ні. У франкомовному Квебеку будь-яке літнє або відпочинкове житло, особливо поблизу гірськолижних схилів, називають шале, незалежно від того, побудоване воно в стилі швейцарського шале чи ні.

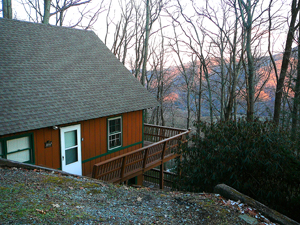
«Шале» для відпочинку в горах Блакитного хребта

У Північній Америці та в інших місцях світу словом «шале» позначають не тільки будинки в горах, але і курортні будинки, розташовані біля пляжу. Наприклад, у Лівані шале зазвичай називають будинки для відпочинку на одному з шести ліванських гірськолижних курортів, але цим терміном також називають пляжні хатки на морських курортах. У гірськолижних районах Північної Америки слово «шале» також використовують для опису будівель, у яких розміщені кафетерії та інші послуги, що надають туристам, навіть якщо вони не схожі на традиційне альпійське шале. У США альпійські лижні шале набирають популярності в Колорадо та регіоні Скелястих гір у зимові місяці. Більшість лижних шале є приватними будинками для відпочинку, які власники відвідують два-три рази на рік, а решту часу здають в оренду. Власники цих гірськолижних шале часто наймають компанії з управління нерухомістю для управління та оренди їхнього майна.
У Леванті, Єгипті, Кувейті та в італійському регіоні Марке словом «шале» називають пляжні будинки, побудовані в будь-якому стилі архітектури.
У Великій Британії словом «шале» позначали основне спальне місце в таборах відпочинку, побудованих приблизно в середині XX століття.